# Санкт-Петербургское общество естествоиспытателей
Императорское Санкт-Петербургское общество естествоиспытателей и врачей или Санкт-Петербургское общество естествоиспытателей (СПбОЕ) — научное общество образованное при Естественном отделении Физико-математического факультета Санкт-Петербургского университета.
В 1992 году Общество было перерегистрировано в «Независимая региональная общественная организация — Санкт-Петербургское общество естествоиспытателей (СПбОЕ)».

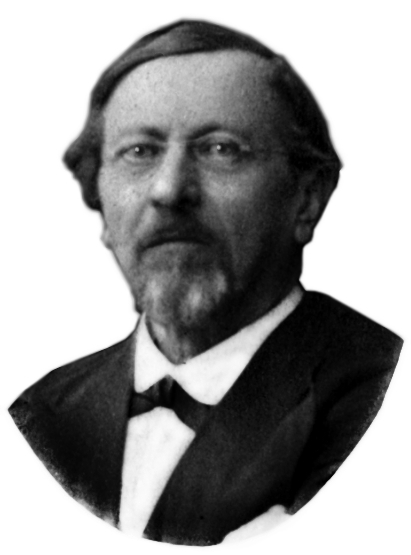
Основатель СПбОЕ К. Ф. Кесслер

## История
Принятым в 1863 году, при императоре Александре II, Общим уставом императорских российских университетов, университетам было предоставлено право учреждать ученые общества с разрешения Министра народного просвещения.
28 декабря 1867 (9 января 1868) года в Актовом зале Императорского Санкт-Петербургского университета открылся Первый съезд русских естествоиспытателей. Он признал насущной задачей образование ученых обществ в области естествознания. По предложению Председателя съезда, известного зоолога, и в период с 1867 по 1873 г. ректора университета, профессора Карла Федоровича Кесслера, такие общества следовало сформировать при всех университетах России, что создало бы прочную предпосылку для изучения природы практически во всех регионах страны. К предложению Кесслера присоединилась и ботаническая секция съезда. Общее собрание съезда возбудило соответствующее ходатайство, поддержанное Министром народного просвещения графом Д. А. Толстым. В феврале 1868 года было получено высочайшее разрешение императора Александра II на организацию таких обществ. Ежегодное пособие каждому обществу было определено министерством в размере 2500 рублей в год.

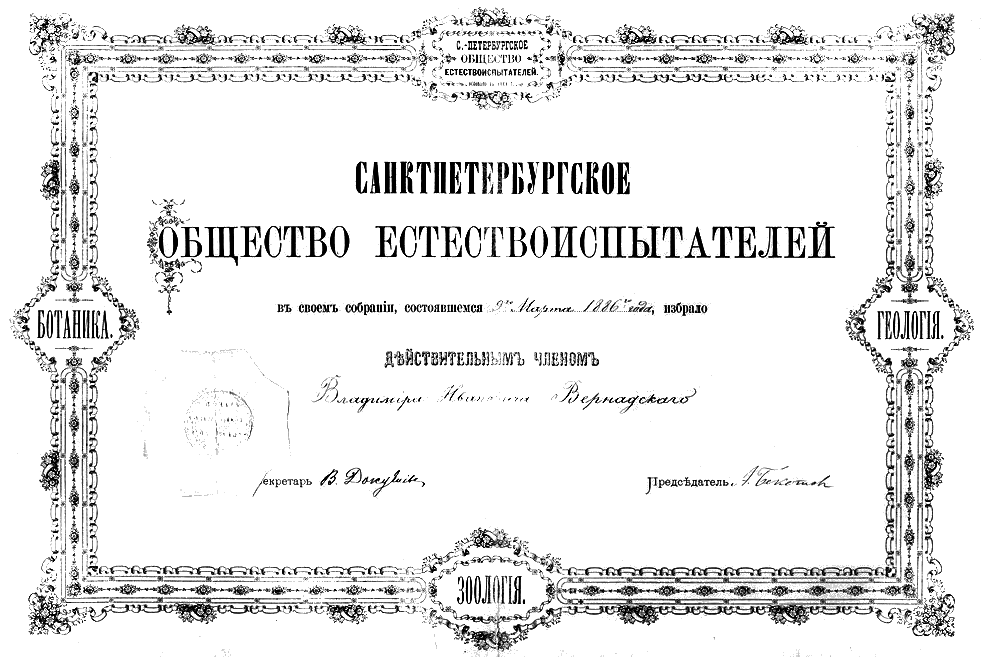
Вступление В. И. Вернадского в Общество в 1886 году

К. Ф. Кесслер в следующем, 1868 году основал при Санкт-Петербургском университете Императорское Санкт-Петербургское общество естествоиспытателей и врачей, имевшее три отделения: геологии и минералогии, ботаники, зоологии и физиологии, и возглавлял его до своей кончины в 1881 году.
Уже в 1869 году Общество проводит экспедицию на Мурманское и Беломорское побережья, а в 1874—1876 гг. — Арало-Каспийскую экспедицию.
В 1908—1909 гг. К. М. Дерюгин, впоследствии президент Общества, осуществил первое масштабное гидробиологическое исследование Кольского залива Баренцева моря на шхуне Общества «Александр Ковалевский».
Кроме экспедиционных исследований Общество создало несколько стационаров, в том числе Соловецкую (1881—1899), Мурманскую (1899—1929), Бородинскую (1896—1917) и Степную (1914—1919) биологические станции.

### ЛОИП, ЛОЕП
В советское время общество было переименовано в Ленинградское общество испытателей природы (ЛОИП), затем в Ленинградское общество естествоиспытателей (ЛОЕП).
Продолжали издаваться тома Трудов общества.

### СПбОЕ
В 1992 году Общество было перерегистрировано как независимая региональная общественная организация Санкт-Петербургское общество естествоиспытателей (СПбОЕ). Верховный орган управления Общества — Общее собрание, проводимое не реже одного раза в пять лет. В промежутках между общими собраниями управление доверяется Ученому совету, во главе которого стоит Президент Общества.

## Руководство
Президенты и директора общества:
- 1869—1881 — Кесслер, Карл Федорович — Основатель и первый президент общества
- 1881—1890 — Бекетов, Андрей Николаевич — ботаник, академик ИАН, избирался ректором университета
- 1890—1819 — Иностранцев, Александр Александрович — геолог, палеонтолог, профессор[6].
- 1920—1930 — Бородин, Иван Парфеньевич — ботаник, академик РАН
- 1930—1931 — Вернадский, Владимир Иванович — минералог, геохимик, академик АН СССР
- 1931—1938 — Ухтомский, Алексей Алексеевич — физиолог, академик АН СССР.
- 1938—1939 — Дерюгин, Константин Михайлович — гидробиолог, профессор
- 1939—1941 — Полянский, Юрий Иванович — зоолог, добровольцем ушёл на фронт
- 1941—1955 — Догель, Валентин Александрович — зоолог и паразитолог, чл.-корр. АН СССР
- 1955—1957 — Львов, Сергей Дмитриевич — физиолог растений, чл.-корр. АН СССР
- 1957—1958 — Орбели, Леон Абгарович — академик АН СССР
- 1958—1966 — Васильев, Леонид Леонидович — физиолог, чл.-корр. АН СССР
- 1966—1984 — Токин, Борис Петрович — профессор
- 1985—1991 — Полянский, Юрий Иванович (избран повторно) — чл.-корр. АН СССР.
- 1991—2012 — Дондуа, Арчил Карпезович эмбриолог, профессор СПбГУ.
- с 2012 года Общество возглавляет профессор Дмитрий Юрьевич Власов[7].